# Septembre 1823

## Événements

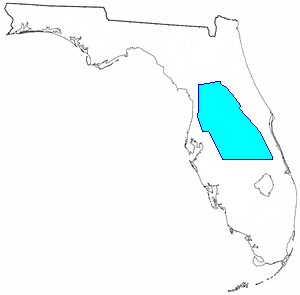
Le Traité de Moultrie Creek établit une réserve indienne pour les séminoles, au centre de la Floride.

- 8 septembre, États-Unis : Traité de Moultrie Creek : les Séminoles sont contraints de se placer sous la protection des États-Unis et à renoncer à toutes prétentions sur les terres de Floride, en échange d'une réserve d'environ quatre millions d'acres (16000 km ²). En vertu de ce traité, le gouvernement des États-Unis a l'obligation de protéger les Séminoles tant qu'ils restent pacifiques et respectueux des lois. Les Séminoles doivent permettre la construction de routes à travers la réserve et appréhender tout esclave fugitif ou tout autre fugitif, et les remettre entre les mains des représentants de la justice des États-unis[1].

- 10 septembre : Simón Bolívar devient président du Pérou.

- 23 septembre : bombardement de Cadix par la flotte de Duperré et les canons du Trocadero. La ville capitule le 30 septembre.

- 28 septembre : début du pontificat de Léon XII (fin en 1829).

## Naissances
- 3 septembre : Nevil Story Maskelyne, photographe et politicien britannique († 20 mai 1911).
- 9 septembre : Joseph Leidy (mort en 1891), paléontologue américain.
- 28 septembre : Alexandre Cabanel, peintre français († 23 janvier 1889).

## Décès
- 11 septembre : David Ricardo, agent de change et théoricien économiste britannique (° 1772)